# Gilles Coulier
Gilles Coulier (Brugge, 30 oktober 1986) is een Belgische filmregisseur, scenarioschrijver en filmproducent.

## Biografie
Gilles Coulier studeerde Audiovisuele Kunsten in Brussel aan de Sint-Lucascampus van de LUCA School of Arts. Voor zijn afstudeerfilm in het derde jaar bacheloropleiding, de korte film IJsland verkreeg hij in 2009 een wildcard van het Vlaams Audiovisueel Fonds op het Internationaal Kortfilmfestival Leuven. De kortfilm werd genomineerd in de Cinéfondation-sectie van het filmfestival van Cannes 2010, het Abu Dhabi Film Festival en het Leeds Film Festival. Met zijn tweede kortfilm Paroles, zijn Masterafstudeerfilm behaalde hij de "Juryprijs Vlaamse Kortfilm" op het Internationaal Kortfilmfestival Leuven. Zijn derde kortfilm Mont Blanc (2013) werd ook geselecteerd voor het Filmfestival van Cannes.
In 2013 richtte hij samen met Gilles De Schryver het productiehuis "De Wereldvrede" op, waarmee hij de televisieserie Bevergem produceerde.
In 2017 maakte hij zijn speelfilmdebuut met de dramafilm Cargo die zijn première beleefde op het Internationaal filmfestival van San Sebastián. De film werd ook vertoond op onder meer het Filmfestival van Londen, het Filmfestival van Thessaloniki en het Internationaal filmfestival van Göteborg.
Coulier regisseerde ook de televisieserie De Dag en was in 2019 mede verantwoordelijk voor de eerste vier afleveringen van de internationale tv-serie War of the Worlds voor Fox en Canal+. In 2020 bedacht hij samen met Maarten Moerkerke de VRT-serie Lockdown, die de "Student Jury Prize" won op het Canneseries Festival in 2021.
In 2024 produceerde Coulier de film Julie zwijgt (internationale titel: Julie Keeps Quiet), geregisseerd door Leonardo Van Dijl. De film ging in première op het Filmfestival van Cannes in de sectie Semaine de la Critique en won daar de Gan Foundation Award for Distribution en de SACD Award .
De film werd geselecteerd als Belgische inzending voor de Oscar voor Beste Internationale Film bij de 97e Academy Awards, maar werd niet genomineerd.
In februari 2025 won Julie zwijgt de Magritte Award voor Beste Vlaamse Film.
Daarnaast produceerde Coulier in 2024 de speelfilm Holy Rosita, geregisseerd door Wannes Destoop. De film ging in première op het Filmfestival van Turijn en won daar de prijs voor Beste Film
De serie Albatros, die Coulier produceerde in 2020, won in 2021 de Prix Europa voor Beste Europese Televisieserie.
Coulier ontving in 2017 voor zijn speelfilm Cargo verscheidene onderscheidingen, waaronder de Jo Röpcke-award in 2017 en de "Cultuurprijs" van de KU Leuven.

## Filmografie

### Als regisseur
- Lockdown (televisieserie, 2021)
- War of the Worlds (televisieserie, 2019)
- De Dag (televisieserie, 2018)
- Cargo (2017)
- Bevergem (televisieserie, 2015)
- Mont Blanc (kortfilm, 2012)
- Paroles (kortfilm, 2010)
- IJsland (kortfilm, 2009)

### Als producent
- Julie zwijgt (2024)
- Roomies (televisieserie, 2022)
- Holy Rosita (2024)
- Lockdown (televisieserie, 2021)
- Albatros (televisieserie, 2020)
- War of the Worlds (televisieserie, 2019)
- Cargo (2017)
- Bevergem (televisieserie, 2015)